# Fitnesswissenschaft
Die Fitnesswissenschaft ist eine interdisziplinäre Wissenschaft, die sich mit fitnessbezogenen Themen beschäftigt. Sie umfasst die allgemeinen Bereiche Fitness, Bewegung, Ernährung, Athletik, Therapie, Gesundheit und Psychologie. Die Fitnesswissenschaft besteht aus verschiedenen Teildisziplinen. Dazu zählen die Bewegungswissenschaft, die Sportmedizin, die Ernährungswissenschaft, die Sportpsychologie und die Trainingswissenschaft.

## Aufgabe der Fitnesswissenschaft
Im Laufe des 20./21. Jahrhunderts, während des starken Wachstums der Gesundheitsbranche und des Fitnessmarkts, haben sich Problemstellungen ergeben, die es zu lösen gilt. Vermehrt wurden Aussagen in der Gesundheitsbranche getätigt, welche nicht belegbar waren und mittels evidenzbasierter Arbeit widerlegt werden konnten.
Das Wachstum der Gesundheitsbranche und das Interesse an evidenzbasiertem Wissen hatte zur Folge, dass es weltweit die Möglichkeit gibt, "Fitness" und ihre Teildisziplinen zu studieren und/oder sich in diesen Bereichen adäquat weiterzubilden.
Im Jahre 2018 wurde ein Fitnesswissenschaftlicher Beirat gegründet. Mitglieder des Beirates kommen aus den Bereichen: Sportwissenschaft, Medizin, Ernährungswissenschaft, Biologie und Psychologie. Ziel des Rates ist es, sowohl als Forschungsverbund Studien im Bereich Fitness zu betreiben als auch Empfehlungen für die Praxis aus der Wissenschaft zu geben. Er bietet damit der Fitnessbranche und allen Fitnesstreibenden eine Hilfestellung an, immer über aktuelle wissenschaftliche Erkenntnisse informiert zu sein.
Am 24. Februar 2018 fand der erste Fitnesswissenschaftskongress statt. Die Deutsche Zeitschrift für Sportmedizin unterstützte den Kongress und veröffentlichte die Abstracts des Kongresses auf ihrer Homepage.